# Nu Sagittarii
La désignation de Bayer Nu Sagittarii (Nu Sgr, ν Sagittarii, ν Sgr) est partagée par deux systèmes stellaires de la constellation zodiacale du Sagittaire :
- ν1 Sagittarii
- ν2 Sagittarii

Les deux étoiles sont séparées de 0,23° sur le ciel.
Nu Sagittarii est souvent citée comme une des premières étoiles doubles découvertes. Dans l'Almageste, Ptolémée décrit l'étoile comme "nébuleuse et double", faisant référence à sa nature double.

## Nomenclature
Ainalrami est le nom propre de Nu1 Sagittarii / (ν1 Sgr aujourd’hui approuvé par l’Union astronomique internationale (UAI). C’est l’arabe عين الرامي ᶜAyn al-Rāmī, « l’Œil du Sagittaire », transcrit Aïn AlRâmi par Thomas Hyde (1665). Johann Elert Bode (1801) introduit ce nom dans les catalogues sous la forme Ain er-râmih, exactement reprise de la transcription personnelle du philologue Friedrich Wilhelm Lach (1796). C’est par le truchement de Richard Allen (1899), qui transcrit ᶜAyn al-Rāmī, que le nom est repris dans les catalogues modernes. Ainsi l’on trouve Ain al Rami I et II pour ν1 et ν2 Sgr Jack W. Rhoads (1971).
Notons que, dans le ciel traditionnel arabe,  les deux étoiles ν Sgr, font partie, avec τ Sgr, ψ Sgr, ω Sgr, 60 Sgr et ζ Sgr, du groupe nommé الأدحي al-Udḥī, « le Nid » de l'Autruche. 